# 坂門人足
坂門 人足（さかと の ひとたり、生没年不詳）は、飛鳥時代の歌人。
系譜・経歴など不詳。大宝元年（701年）9月、持統上皇の紀伊国行幸に従駕し、大和国巨勢（現在の奈良県御所市古瀬）で歌を詠んだ（『万葉集』1-54）。
- 巨勢山のつらつら椿つらつらに見つつ偲はな巨勢の春野を（万葉集1-54）[1][2]